# 아소만

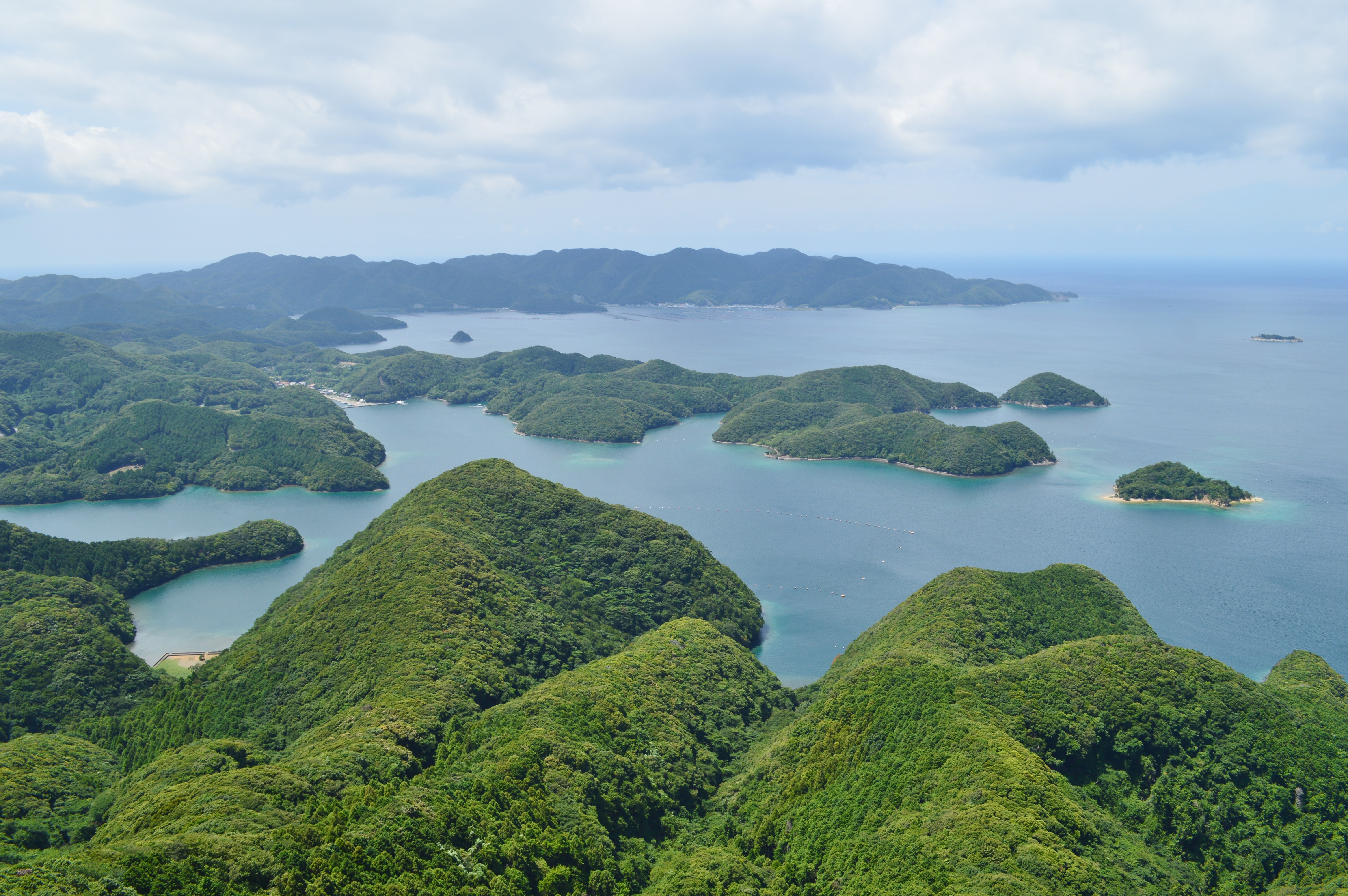
아소만 일대 전경

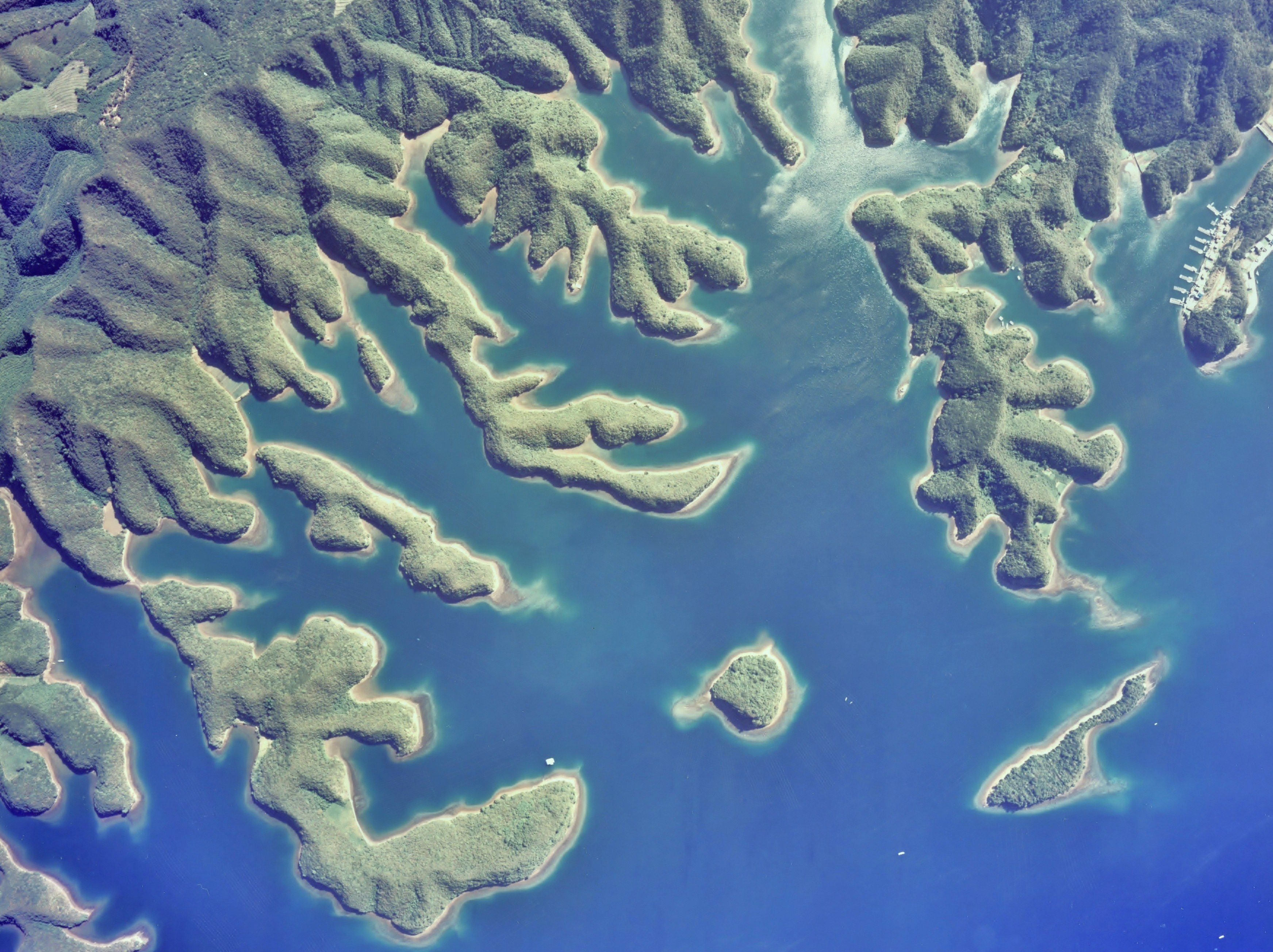
1977년에 촬영한 아소만 주위의 도서 지역 전경

아소만 주위에 둘러쌓인 공중 사진

아소만(일본어: 浅茅湾)은 일본 나가사키현 쓰시마시에 위치한 섬인 쓰시마섬을 두군데로 갈라진 형태를 띈 피오르이다. 또한, 리아스식 해안을 이루고 있는 해안선이 있어, 가까운 지역을 주위에 발견되어 있는 수 많은 섬 지역이 산재하고 있고, 이와 더불어 이키 쓰시마 국정공원의 일부이기도 하다.

## 만제키 수도
이 수역 주변에는 만제키세토와 미우라만이 각각 가운데에 놓여 있으며, 쓰시마 해협으로 통하는 길이 있다. 다만 해당 해협은 1895년에서 1904년 사이에 걸쳐 일본 제국 해군에 의해 절개하게 된 상태로 드러난다.

## 같이 보기
- 만제키세토